# Mwakiro
Mwakiro är en kommun i Burundi. Den ligger i provinsen Muyinga, i den nordöstra delen av landet, 110 km öster om Burundis största stad Bujumbura.